# Hartley Howard
Pour les articles homonymes, voir Howard.
Hartley Howard, nom de plume de Leopold Horace Ognall, né le 20 juin 1908 à Montréal, Québec, Canada et décédé en avril 1979 au Royaume-Uni, est un auteur britannique de roman noir et de roman d'espionnage. Il a également écrit d'autres romans policiers sous le pseudonyme de Harry Carmichael.

## Biographie
Né au Canada de parents britanniques, il y passe sa petite enfance. Quand la famille retourne en Angleterre, il est en âge de fréquenter l'école et fait ses études dans le Lanarkshire. Comme il se passionne pour les techniques de l'information, il travaille d'abord dans une entreprise de télécommunications. Il devient ensuite journaliste et réside successivement à Glasgow, Leeds et Manchester.  Un temps ingénieur, il est plus tard embauché dans un service de vente par correspondance.
En 1951, il amorce sa carrière littéraire en publiant, sous le pseudonyme de Hartley Howard, la première enquête du détective new-yorkais Glenn Bowman.  La série de près de quarante titres de ce dur-à-cuire, dont les intrigues s'essoufflent progressivement, reprend les situations classiques du roman noir et lorgne parfois du côté du roman d'espionnage, un genre qu'il aborde plus franchement dans deux romans mettant en scène l'intrépide Philip Scott.
En parallèle à la série Bowman, il signe du pseudonyme Harry Carmichael la série de l'inspecteur d'assurances et détective privé britannique John Piper. Flanqué de son ami et bras droit Quinn, un reporter de faits divers au Morning Post, Piper traque les criminels en col blanc et tombe toujours inopinément sur un cadavre.  Les récits de cette seconde série, donnant parfois dans le roman noir, sont surtout des whodunits ou des thrillers, ce qui leur assure un renouvellement thématique appréciable, comme en font foi les textes publiés pendant la décennie 1970.

## Œuvre

### Romans

#### SérieGlen Bowman
- The Last Appointment (1951) Publié en français sous le titre Dernier Rendez-vous, Paris, Presses de la Cité, Un mystère no 186, 1954
- The Last Deception (1951)
- The Last Vanity (1952) Publié en français sous le titre Mirage de mort, Paris, Presses de la Cité, Un mystère no 174, 1954
- Death of Cecilia (1952) Publié en français sous le titre Passeport pour l'enfer, Paris, Presses de la Cité, Un mystère no 131, 1953
- Bowman Strikes Again (1953) Publié en français sous le titre Bowman frappe de nouveau, Paris, Fayard, L'Aventure criminelle no 14, 1957
- The Other Side of the Door (1953)
- Bowman at a Venture (1954) Publié en français sous le titre Bowman à l'aventure, Paris, Fayard, L'Aventure criminelle no 24, 1957
- Bowman on Broadway (1954) Publié en français sous le titre Cinq heures pour mourir, Paris, Presses de la Cité, Un mystère no 329, 1957
- No Target for Bowman (1955) Publié en français sous le titre Pas de repos pour Bowman, Paris, Fayard, L'Aventure criminelle no 33, 1958
- Sleep for the Wicked (1955)
- The Bowman Touch (1956) Publié en français sous le titre Bowman révolutionne la police, Paris, Fayard, L'Aventure criminelle no 8, 1957
- A Hearse for Cinderella (1956) Publié en français sous le titre Des espions se frottent à Bowman, Paris, Fayard, L'Aventure criminelle no 70, 1959
- Key to the Morgue (1957) Publié en français sous le titre Bowman, client de la morgue, Paris, Fayard, L'Aventure criminelle no 52, 1959
- The Long Night (1957) Publié en français sous le titre Qui prétend rouler Bowman ?, Paris, Fayard, L'Aventure criminelle no 39, 1958
- The Big Snatch (1958)
- Sleep, My Pretty One (1958)
- The Armitage Secret (1959)
- Deadline (1959)
- Extortion (1960)
- Fall Guy (1960)
- I'm No Hero (1961)
- Time Bomb (1961)
- Count-Down (1962)
- Portrait of a Beautiful Harlot (1966) Publié en français sous le titre La Belle Courtisane, Paris, Librairie des Champs-Élysées, Le Masque no 980, 1967
- Routine Investigation (1967) Publié en français sous le titre Farandole mexicaine, Paris, Librairie des Champs-Élysées, Le Masque no 1018, 1968 ; réédition, Paris, Librairie des Champs-Élysées, Club des Masques no 285, 1976
- The Secret of Simon Cornell (1969)
- Cry on My Shoulder (1970)
- Room 37 (1970)
- Million Dollar Snapshot (1971)
- Murder One (1971)
- Epitaph for Joanna (1972)
- Nice Day for a Funeral (1972)
- Highway to Murder (1973)
- Dead Drunk (1974)
- Treble Cross (1975)
- Payoff (1976)
- One-Way Ticket (1978)
- The Sealed Envelope (1979)

#### SériePhilip Scott
- Department K. ou Assignment K. (É.-U.) (1964)
- The Eye of the Hurricane (1968)

##### Autres romans
- Double Finesse (1962)
- The Stretton Case (1963)
- Out of the Fire (1965) Publié en français sous le titre Bonne Nuit, tante Mary, Paris, Librairie des Champs-Élysées, Le Masque no 955, 1966
- Counterfeit (1966)

#### SérieJohn Pipersignée Harry Carmichael
- Death Leaves a Diary (1952) Publié en français sous le titre Un petit homme avait peur, Paris, Librairie des Champs-Élysées, Le Masque no 1057, 1969 ; réédition, Paris, Librairie des Champs-Élysées, coll. Club des Masques no 313, 1977
- The Vanishing Trick (1952) Publié en français sous le titre Font trois petit tours, Paris, Presses de la Cité, Un mystère no 150, 1954
- Deadly Night-Cap (1953)
- School for Murder (1953) Publié en français sous le titre Défense de mourir, Paris, Presses de la Cité, Un mystère no 175, 1954
- Why Kill Johnny? (1954)
- Death Counts Three ou The Screaming Rabbit (É.-U.) (1954)
- Money for Murder (1955)
- Noose for a Lady (1955)
- The Dead of Night (1956)
- Justice Enough (1956)
- Emergency Exit (1957)
- Put Out That Star ou Into Thin Air (É.-U.) (1957)
- James Knowland: Deceased (1958)
- ...Or Be He Dead (1959)
- Stranglehold ou Marked Man (É.-U.) (1959)
- Requiem for Charles ou The Late Unlamented (É.-U.) (1960)
- The Seeds of Hate (1960)
- Alibi (1961)
- The Link (1962)
- Of Unsound Mind (1962)
- Vendetta (1963)
- Flashback (1964)
- Safe Secret (1964)
- Post Mortem (1965)
- Suicide Clause (1966) Publié en français sous le titre Douze pilules, Paris, Librairie des Champs-Élysées, Le Masque no 1022, 1968
- Murder by Proxy (1967) Publié en français sous le titre Le vison sent le roussi, Paris, Librairie des Champs-Élysées, Le Masque no 1071, 1969
- Death Trap (1970) Publié en français sous le titre Et un temps pour mourir, Paris, Librairie des Champs-Élysées, Le Masque no 1189, 1971
- Remote Control (1970) Publié en français sous le titre Au bar des trois plumes, Paris, Librairie des Champs-Élysées, Le Masque no 1145, 1970 ; réédition, Paris, Librairie des Champs-Élysées, Club des Masques no 325, 1977
- Most Deadly Hate (1971) Publié en français sous le titre À tuer au plus vite, Paris, Librairie des Champs-Élysées, Le Masque no 1206, 1971 ; réédition, Paris, Librairie des Champs-Élysées, Club des Masques no 389, 1979
- The Quiet Woman (1971) Publié en français sous le titre Une perruque blonde, Paris, Librairie des Champs-Élysées, Le Masque no 1237, 1972 ; réédition, Paris, Librairie des Champs-Élysées, Club des Masques no 373, 1979
- Naked to the Grave (1972) Publié en français sous le titre Les Trois Clefs, Paris, Librairie des Champs-Élysées, Le Masque no 1343, 1974
- Candles for the Dead (1973) Publié en français sous le titre Bon Anniversaire, Katrine, Paris, Librairie des Champs-Élysées, Le Masque no 1393, 1975
- Too Late for Tears (1973) Publié en français sous le titre Je t'ai trop menti, Paris, Librairie des Champs-Élysées, Le Masque no 1577, 1979
- The Motive (1974) Publié en français sous le titre Opération chirurgicale, Paris, Librairie des Champs-Élysées, Le Masque no 1417, 1976
- False Evidence (1976) Publié en français sous le titre Qui était donc Mr Johnson ?, Paris, Librairie des Champs-Élysées, Le Masque no 1517, 1978 ; réédition, Paris, Librairie des Champs-Élysées, Club des Masques no 500, 1983
- A Grave for Two (1977) Publié en français sous le titre Une tombe pour deux, Paris, Librairie des Champs-Élysées, Le Masque no 1539, 1978
- Life Cycle (1978) Publié en français sous le titre L'Homme sans nom, Paris, Librairie des Champs-Élysées, Le Masque no 1600, 1980 ; réédition, Paris, Éditions Édito-Service, Les Classiques du crime, 1980

##### Autres romans
- A Question of Time (1958)
- Confession (1961)
- The Condemned (1967)
- A Slightly Bitter Taste (1968) Publié en français sous le titre La Belle au bois mourant, Paris, Librairie des Champs-Élysées, Le Masque no 1109, 1970 Dans ce roman écrit en marge de la série John Piper, le reporter Quinn fait une apparition

## Sources
- Jacques Baudou et Jean-Jacques Schleret, Le Vrai Visage du Masque, vol. 1, Paris, Futuropolis, 1984, 476 p. (OCLC 311506692), p. 91-92.
- Anne Martinetti, "Le Masque" : histoire d'une collection, Amiens, Encrage, coll. « Références » (no 3), 1997, 143 p. (ISBN 978-2-906389-82-3), p. 60.
- Claude Mesplède (dir.), Dictionnaire des littératures policières, vol. 1 : A - I, Nantes, Joseph K, coll. « Temps noir », 2007, 1054 p. (ISBN 978-2-910686-44-4, OCLC 315873251), p. 363-364.